# 野村三四郎
野村 三四郎（のむら さんしろう、1865年11月13日〈慶應元年9月25日〉- 1933年〈昭和8年〉6月7日）は常陸国鹿島郡の日川砂漠を開拓した柳川宗左衛門秀勝の三男。大蔵省を経て田中鉱山の監査役を務めた。

## 経歴
第二代・柳川宗左衛門（秀勝）の三男として常陸国鹿島郡若松村（現在の茨城県神栖市）に生まれ、後に東京府・野村せいの養子となり野村家を継ぐ。1880年（明治13年）に東京へ出ると、浅草にある小永井小舟の私塾・濠西塾（濠西精舎）で漢学を学んだ。さらに中央大学の前身である法学院に入った後、中途退学して1885年（明治18年）より大蔵省預金部に勤める。1893年（明治26年）にこれを辞すと、当時岩手県釜石における製鉄業で知られていた田中長兵衛の東京本店に入店、会計主任を務めた。
1901年（明治34年）11月、長兵衛の死去にともなってその長男・安太郎が二代目長兵衛を襲名し店を継いだ。1917年（大正6年）に組織が株式会社化され、1919年（大正8年）7月末、三四郎は田中鉱山株式会社の監査役に就任。最盛時は国内銑鉄生産量の過半数を占めた田中家の鉱山製鉄事業であったが、第一次大戦後の不況や関東大震災の影響などもあり大きな負債を抱える。1924年（大正13年）3月、ついに会社は存続不能となり、事業は三井鉱山に引き継がれた。
その後、長男の茂は三井鉱山に勤め、三四郎は引退。1933年（昭和8年）6月7日に亡くなるまで趣味の俳句を続けた。住所は東京市本郷区駒込曙町十二。戒名は廓然院釋大悟居士。台東区の永稱寺に埋葬された。

## 俳句
俳号は桃邨。竹馬吟社同人。蔦風会等で活動した。

「時雨雲　山より晴れて　湖の色」

「芒野の　風に醒めゆく　新酒哉」他多数。

## 家族
- 養母・野村せい - 1845年頃の生まれ[注 4]。三四郎を養子として野村家を継がせた。
- 妻・てる - 1869年9月29日（明治2年8月24日）生まれ。東京府、斎藤森吉の長女[2][注 5]。
- 長女・まつ - 1889年（明治22年）生まれ。日本高等女学校を卒業し、三菱合資会社に勤める堀録亮に嫁ぐ[注 6]。
- 長男・茂 - 1899年（明治32年）7月生まれ。富士前尋常小学校[注 7]では一番の優等生とされ第一中学校へ進学[3]。明治大学商科を卒業し三井鉱山に勤めた。戦中の鉄鋼統制会参事を経て1947年11月より愛知製鋼東京出張所長[16][17]。妻・とく（1904年生）との間に長女・栄子（1927年生）あり[注 8]。
- 二男・豊治 - 1902年（明治35年）生まれ。昭和3年3月、慶應大経済学部卒。
- 二女・ひろ - 1907年（明治40年）に生まれ、東京女学校を卒業。清水組技師、高階政夫に嫁ぐ。
- 三男・文武 - 1910年（明治43年）2月25日生まれ[21]。明治薬学専門学校を卒業[5]し薬剤師となる。同校OBらによるMPC山岳会に属し、東京市電気局病院に勤務[22]。後に渋谷区の交通局病院で薬剤科長を務めた。